# Olympische Sommerspiele 1896/Teilnehmer (Gemischte Mannschaft)
| Goldmedaillen | Silbermedaillen | 3. |
| ------------- | --------------- | -- |
| 1             | 1               | 1  |

Bei den Olympischen Spielen von Athen 1896 spielte das Konzept von nationalen Mannschaften noch keine bestimmende Rolle, und so sind vier Athleten im Wettbewerb im Tennis-Doppel als gemischte Teams angetreten.

## Medaillengewinner

### Olympiasieger
| Name(n)                                            | Sportart | Disziplin |
| -------------------------------------------------- | -------- | --------- |
| John Pius Boland (GBR) Friedrich Adolf Traun (GER) | Tennis   | Doppel    |

### Bronzemedaille
| Name(n)                                                 | Sportart | Disziplin |
| ------------------------------------------------------- | -------- | --------- |
| Dionysios Kasdaglis (GRE) Dimitrios Petrokokkinos (GRE) | Tennis   | Doppel    |

Obwohl die beiden Sportler bei den Spielen für Griechenland antraten, ordnet das IOC die Medaillen einer Gemischten Mannschaft zu, da Dionysios Kasdaglis eigentlich aus Ägypten stammt.

### Dritte
| Name                                            | Sportart | Wettkampf |
| ----------------------------------------------- | -------- | --------- |
| Edwin Flack (AUS) George Stuart Robertson (GBR) | Tennis   | Doppel    |

## Teilnehmer nach Sportarten

### Tennis
- John Pius Boland (GBR)
Doppel:  Olympiasieger
- Edwin Flack (AUS)
Doppel: Dritter Platz
- George Stuart Robertson (GBR)
Doppel: Dritter Platz
- Friedrich Adolf Traun (GER)
Doppel:  Olympiasieger

## Quelle
1. ↑  Athens 1896 Tennis - Results & Videos. In: olympic.org. Abgerufen am 13. August 2016.